# Renfrew Creamery Kings

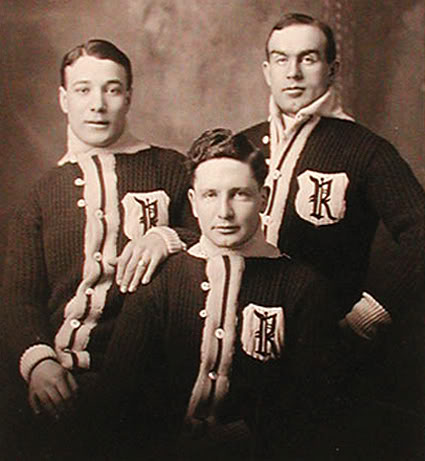
Newsy Lalonde, Frank Patrick och Cyclone Taylor med Renfrew Creamery Kings.

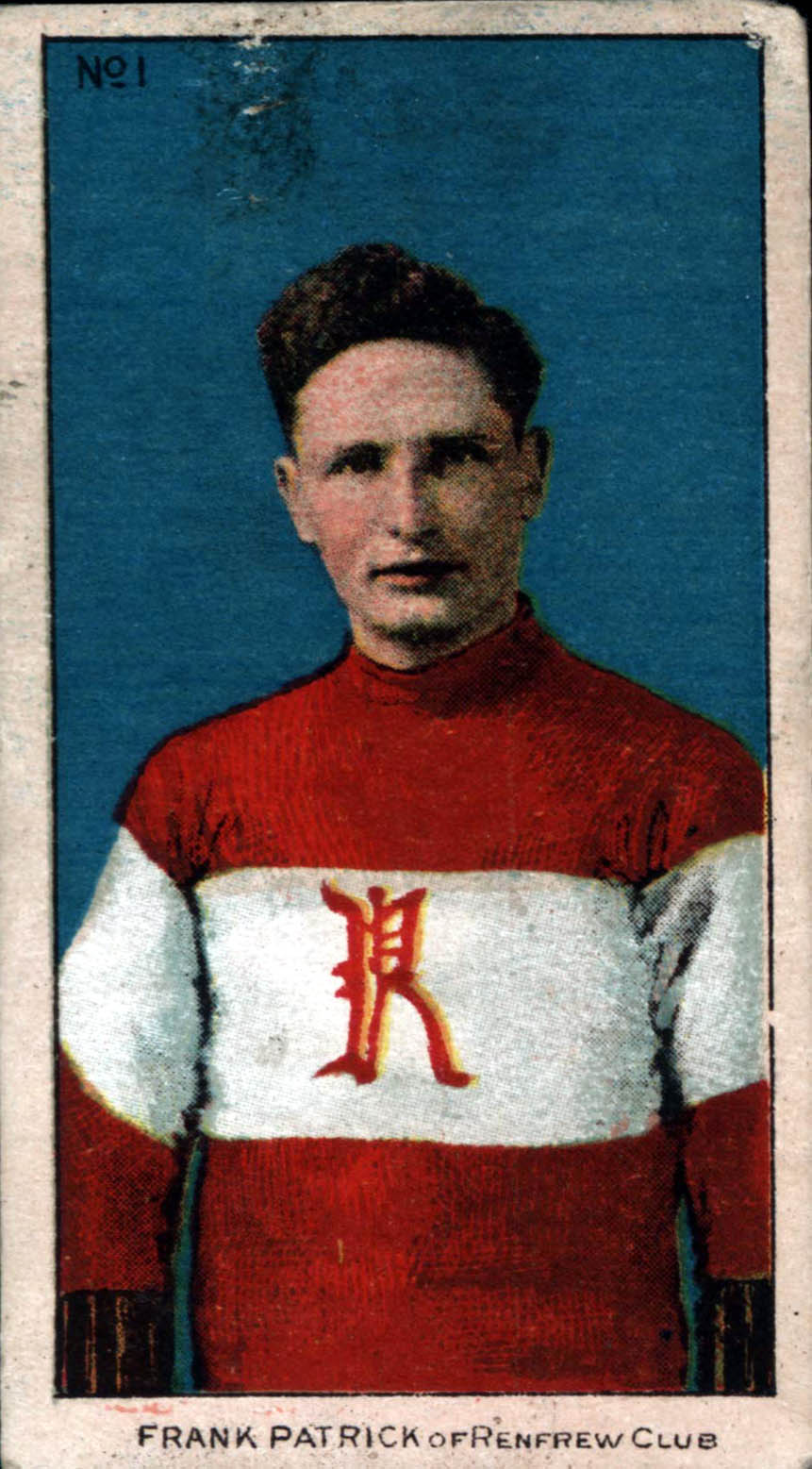
Frank Patrick med Renfrew Creamery Kings.

Renfrew Countys läge i Ontario.

Renfrew Creamery Kings,  även kallat Renfrew Hockey Club och Renfrew Millionaires, var ett kanadensiskt professionellt ishockeylag från Renfrew i Renfrew County, Ontario, som var aktivt i NHA åren 1910–1911.

## Historia
Renfrew Creamery Kings grundades 1907 och finansierades med pengar från gruvmagnaten J. Ambrose O'Brien. 1909 spelade laget i Federal Amateur Hockey League, FAHL. Dessförinnan hade laget hållit till i Upper Ottawa Valley Hockey League, UOVHL. Creamery Kings var med och startade upp den nya ligan NHA säsongen 1910 och spelade även i NHA säsongen 1910–11 för att därefter läggas ner. Creamery Kings slutade på tredje plats i NHA under båda säsongerna.
Flertalet spelare som senare skulle komma att väljas in i Hockey Hall of Fame spelade för Renfrew Creamery Kings. Dessa spelare var Newsy Lalonde, Cyclone Taylor, Didier Pitre, Sprague Cleghorn, Fred Whitcroft samt bröderna Lester och Frank Patrick. Andra profiler i laget var bland annat Odie Cleghorn, Bobby Rowe, Skene Ronan och Bert Lindsay.